# 22694 Tyndall
22694 Tyndall (1998 QF104) là một tiểu hành tinh vành đai chính được phát hiện ngày 26 tháng 8 năm 1998 bởi E. W. Elst ở Đài thiên văn Nam Âu.